# Exhumed (Band)
Exhumed ist eine Death-Metal-Band aus den USA, deren Musik auch Grindcore- sowie Thrash-Metal-Einflüsse aufweist. Texte und Covergestaltungen beziehen sich exzessiv und ironisch überhöht auf Splatter-Themen. Die Band ist in der San Francisco Bay Area ansässig und folgt damit einer langen Tradition von Thrash- und Death-Metal-Bands wie Metallica, Megadeth, Death Angel, Sadus, Testament oder Possessed.

## Bandgeschichte
Die Band wurde 1991 von Gitarristen Matt Harvey und Schlagzeuger Col Jones gegründet. Nach einigen Demos, Singles und einer Split-CD mit Hemdale sowie diversen Line-Up-Wechseln veröffentlichte die Band 1998 ihr Debütwerk auf Relapse Records mit dem klangvollen und programmatischen Titel Gore Metal, welches in Musikstil und Aufmachung die früheren Alben von Carcass hommagiert. Nach der Teilnahme an der von ihrem Label organisierten Contamination-Tour und einigen Festival-Auftritten spielte die Band ihr zweites Album Slaughtercult ein, dessen Konzeption die Musiker als „back to the basics“ beschrieben. Es folgten drei US-Touren, eine Europa-Tour und Auftritte auf großen Festivals wie Fuck the Commerce und Wacken Open Air.
Nach der Aufnahme des dritten Longplayers Anatomy is destiny 2003, der für die Band einen neuen Maßstab in puncto Arrangement und Produktion darstellte, verließ Mitbegründer und Schlagzeuger Col Jones Exhumed; 2004 wurde die umfangreiche Compilation Platters of Splatter veröffentlicht, die frühe Aufnahmen der Band beinhaltet. Das 2005 veröffentlichte Album Garbage Daze Re-Regurgitated enthält Coversongs von mehr und weniger bekannten Metalbands, sowie auch von The Cure und Led Zeppelin, womit sich die Band von einer anderen Seite präsentiert.

## Diskografie
Studioalben
- 1998: Gore Metal
- 2001: Slaughtercult
- 2003: Anatomy Is Destiny
- 2011: All Guts, No Glory
- 2013: Necrocracy
- 2017: Death Revenge
- 2019: Horror
- 2022: To the Dead

Komplikationen
- 1995: Deterioration of the Senses
- 1996: Orchestrated Chaos
- 1996: Accidental Double Homicide
- 2004: Platters of Splatter
- 2015: Gore Metal: A Necrospective (1998–2015)

Sonstige
- 2005: Garbage Daze Re-Regurgitated (Coverversionen)

Splits
- 1995: Split Live Tape (mit Haemorrhage)
- 1996: Blood and Alcohol (mit Pale Existence)
- 1996: In the Name of Gore (mit Hemdale)
- 1997: Instruments of Hell (mit No Comply)
- 1997: Indignities to the Dead (mit P.A.M.)
- 1998: Tales of the Exhumed (mit Retaliation)
- 1998: Totally Fucking Dead/Sterility (mit Nyctophobic)
- 2000: Recordings 2000 (mit Sanitys Dawn)
- 2001: Exhumed/Gadget (mit Gadget)
- 2003: Deceased in the East/Extirpated Live Emanations (mit Aborted)
- 2006: Something Sickened This Way Comes/To Clone and to Enforce
- 2014: Split (mit Iron Reagan)

EPs
- 1993: Excreting Innards
- 1997: Chords of Chaos
- 2023: Beyond the Dead

Demos
- 1992: Excreting Innards
- 1992: Dissecting the Caseated Omentum
- 1992: Demo Cassette
- 1992: Goregasm
- 1993: Cadaveric Splatter Platter
- 1993: Grotesque Putrefied Brains
- 1994: Horrific Expulsions of Gore